# Anna Jadwiga Zamoyska
Anna Jadwiga Sapieha née Zamoyski le 1er août 1772 à Zamość et décédée le 26 novembre 1859 à Paris, est une princesse polonaise de la famille Sapieha.

## Biographie
Anna Sapieha est la fille d'Andrzej Zamoyski, l'épouse d'Alexandre Antoine Sapieha.

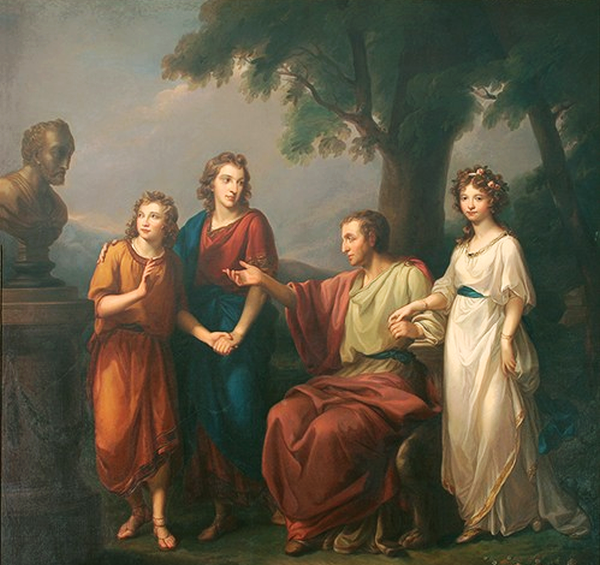
Anna avec son père Andrzej en famille, par Józef Buchbinder exposé au palais Kozłówka de Lublin.

Elle a acheté le comté de Szydłowiec lors d'une vente aux enchères publique auprès des tuteurs de la succession de Mathias Radziwill.
Elle est aussi connue comme peintre, principalement des motifs végétaux.